# Альфин
Альфин (лат. Alphyn) — вымышленное геральдическое животное, очень похожее на геральдического тигра, но с более плотным и волосатым телом, густой гривой, вытянутыми ушами, длинным тонким языком и перекрученным хвостом. Передние лапы у альфина орлиные. Иногда орлиными изображаются все четыре лапы.
В английской геральдике встречается с конца XV века. В средневековых бестиариях животное отсутствует, а английское слово alphyn заимствовано через старофранцузский из арабского (al-fil — слон), и обозначает соответствующую шахматную фигуру. Это в совокупности заставляет предположить ирландское (onchainn, onchu — водяная собака, выдра) происхождение геральдического названия. Ирландские аристократы довольно поздно начали пользоваться гербами, в целом подражая английской геральдике, и существует возможность занесения термина в английский через ирландских гербовых королей, служивших Генриху VII. Onchu в виде выдры-монстра занимал важное место в ирландской геральдике в XVIII веке, являясь для Ирландии таким же символом, каким был лев в Англии.